# JDS (企業)
JDS（ジェイディーエス）は、東京都世田谷区に本社を置く元パソコンゲームメーカー、芸能事務所である。

## 概要
タレント、えなりかずきの実父でもある江成正人がパソコンソフト開発メーカーとして設立。1980年代はPC-8801対応パソコンゲームソフトを中心に開発事業を行っていた（雑誌『I/O』を発行する工学社より販売支援を受けていた）。現在はソフト開発事業は撤退し、人材派遣事業を発展する形でえなりの在籍する芸能事務所となっている。

## 主なゲームソフト
- プロ野球スーパーシミュレーション
- リアルタイム花札シミュレーションコイコイ
- 名監督
- 名監督Ⅱ（PC-9801、PC-88VA、X68000）
- ミスター名監督（PC-9801）

## 所属タレント
- えなりかずき
- 江成正元